# Grand-Rozoy
Grand-Rozoy è un comune francese di 294 abitanti situato nel dipartimento dell'Aisne della regione dell'Alta Francia.

## Società

### Evoluzione demografica
Abitanti censiti